# Love Is Here
Albums de Starsailor
Silence Is Easy
(2003)
Love Is Here est le premier album studio du groupe anglais Starsailor, mis en vente fin 2001.

## Tracklisting
1. "Tie Up My Hands"
2. "Poor Misguided Fool"
3. "Alcoholic"
4. "Lullaby"
5. "Way To Fall"
6. "Fever"
7. "She Just Wept"
8. "Talk Her Down"
9. "Love Is Here"
10. "Good Souls"
11. "Coming Down"